# IC 162
IC 162 је лентикуларна галаксија у сазвјежђу Рибе која се налази на листи објеката дубоког неба у Индекс каталогу.
Деклинација објекта је + 10° 31' 20" а ректасцензија 1h 48m 53,4s. Привидна величина (магнитуда) објекта IC 162 износи 13,8 а фотографска магнитуда 14,8. IC 162 је још познат и под ознакама UGC 1267, MCG 2-5-38, ARP 228, CGCG 437-34, NPM1G +10.0068, VV 53, PGC 6643.